# 再処理工場
再処理工場（さいしょりこうじょう）とは、原子炉から出た使用済み核燃料の中から使用可能なウラン、プルトニウムを取り出す施設である。
核燃料サイクルの中で使用済燃料を再利用する政策においては、要となる施設である。

## 概要
未使用の燃料棒には二酸化ウランの燃料ペレットが封入されているが、原子炉で使用されると核分裂によりウランが別の元素に転換する。それら核分裂生成物もアルファ崩壊やベータ崩壊による核種変換により、別の物質へと変化してゆく。そのため使用済み核燃料棒内には、多数の元素が混在する状態となる。このような状態の燃料棒から未反応のウラン、及び生成したプルトニウムを取り出す作業が（核燃料の）再処理であり、それを行う工場が再処理工場である。取り出されたウランとプルトニウムは、再び核燃料に加工される。

## 再処理
現在各国で採用されている核燃料の再処理方法はピューレックス(PUREX)法と呼ばれるもので、大まかに言えば、酸に溶かした燃料棒からウランとプルトニウムをリン酸トリブチル(TBP)にて抽出・分離する方法である。
最初に使用済み燃料を燃料棒の状態のまま細かく切断し6規定の濃硝酸に溶かす（水相）。酸に溶けない燃料被覆管（ハルと呼ばれる）と不溶残渣（モリブデン、テクネチウム、ルテニウム、パラジウム、ジルコニウム等）を取りだした水相の硝酸濃度を3規定に調整し、ミキサー・セトラー （mixer-settler）型抽出槽やパルスカラム（pulse column）型抽出塔でドデカンにリン酸トリブチル(TBP)30%を溶かした有機溶媒（油相）と混合・接触させると、硝酸とイオン対を生成したウラン及びプルトニウムがTBPに抽出され、油相に移動する。次に油相を還元剤（硫酸ヒドロキシルアミン等）を含む別の水相と接触させると、プルトニウムだけが水相に移動する。
燃料被覆管は低レベル放射性廃棄物（TRU廃棄物）として、不溶残渣と各種放射性物質の混合体である硝酸系廃液は、蒸発缶等で濃縮した後、高レベル放射性廃棄物として処分される。
なお、プルトニウムは容易に核兵器に転用可能なため、それのみを保有することは核拡散防止条約で禁止されている。そのためプルトニウムとウランと混ぜた溶液を作り、これをマイクロ波で脱硝酸して混合酸化物MOXとして保管している。ウランについても流動床で脱硝して酸化物（回収ウラン）として保管している。

## 再処理工場の一覧
核兵器保有国の軍用再処理工場を別にすれば、原子力発電所から発生する使用済み核燃料を扱う世界の主要な商用再処理工場は以下の通りとなる。このうち規模が大きく外国から使用済み核燃料を受け入れて再処理している施設はフランスの1施設のみとなっている。

### フランス
- フランス核燃料公社(コジェマ社)
  - ラ・アーグ再処理工場 - ノルマンディー
UP2-800(800トンU/年)とUP3(1,000トンU/年)の二つのラインが稼動中である。

### イギリス
- セラフィールド社 - セラフィールド
  - B204（閉鎖）
  - B205  (2022年閉鎖)
  - ソープ再処理工場
1994年から操業を開始したソープ工場は1,200トンU/年の処理能力を持つ。2018年に操業を終了した[1]。

### ロシア
- チェリャビンスク-40(またはチェリャビンスク-65。現在はマヤーク核技術施設) - チェリャビンスク市キシュチム町オゼルスク

旧ソ連の再処理工場の内、唯一の商業目的の再処理ラインRT-1(400トンU/年)がある。かつては東欧諸国のロシア型加圧水型原子炉から発生した使用済み核燃料の再処理を行っていたが現在は国内から発生する使用済み核燃料のみを再処理している。1957年にウラル核惨事を引き起こした。
- クラスノヤルスク-26(鉱山化学コンビナート(Mining and Chemical Combine)) - クラスノヤルスク市 ゼレズノゴルスク
商業再処理のためのRT-2(1,500トンU/年)を建設中だが工事は中断されている。

### 日本
- 日本原子力研究開発機構(旧動燃)
  - 東海再処理施設 -茨城県東海村
  - リサイクル機器試験施設（工事中） -茨城県東海村
- 日本原燃
  - 六ヶ所再処理工場（試験運転中） - 青森県六ヶ所村

### インド
インドでは国内の原子力発電所から出た使用済み核燃料を再処理している。
- バーバ原子力研究センター
  - トロンベイ再処理工場(30トンU/年)
  - タラプール再処理工場(100トンU/年)
  - カルパカム再処理工場(100トンU/年)

### パキスタン
- ピンステク再処理工場
ピンステク工場は核兵器開発センター内にあり同センターにはプルトニウム生産炉があることから商業用再処理は業務の一部のみと思われる。
- チャスマ再処理工場
チャスマ工場はチャスマ原子力発電所に併設されているため主に商業用再処理を行っているものと思われる。

### 中国
- 商業再処理用多目的パイロットプラント
フランスの支援で甘粛省の蘭州核燃料サイクル施設に建設されているプラントは400～800トンU/年を目指している。

### アメリカ合衆国
- ウエスト・バレー再処理工場 - ニューヨーク州
アメリカは核不拡散の立場から核燃料の再処理を行わないワンス・スルー政策を取っており、ハンフォード・サイト、サバンナ・リバー・サイト、アイダホといった国内の再処理工場はエネルギー省が保有する核兵器の生産工場となっていた。冷戦終了後はいずれも稼動を停止した。ウエスト・バレーは唯一の民間再処理工場だったが現在は稼動していない。

### ベルギー
- ユーロケミック社モル再処理工場(100トンU/年)
1966年に完成し1974年に運転が停止された。施設は解体されている。

### ドイツ
- WAK再処理工場 - カールスルーエ
35トンU/年の処理能力を持つパイロットプラントが1971年に建設され1990年まで運転された。
- WAW再処理工場 - バイエルン州バッカースドルフ
350～500トンU/年の処理能力を持つWAW再処理工場が計画され1986年に建設が始まったが1989年に建設が中止された。

### アルゼンチン
エセイサ原子力研究センターのパイロットプラント(5トンU/年)が運転中である。

### ブラジル
サンパウロにあった研究用プラントは閉鎖されている。

### イタリア
国内にあったEurex SFREやITRECなどの再処理施設は現在では運転されていない。

## 日本での再処理
日本の再処理工場は茨城県東海村の旧動燃東海事業所にあるが、実験的な工場であるため規模が小さく、年間200トンU程度の処理能力しかない。
現在青森県六ヶ所村に建設中の日本原燃の再処理工場は、年間800トンUの処理を見込んでいるが、溶接不良に起因する不具合・構造上の不具合によって試験計画が何度も延期されている。
2005年12月現在、劣化ウランを使用したウラン試験がほぼ終了しており、2006年には実際の使用済み核燃料を使用したアクティブ試験が開始される見込みであったが、ガラス固化体を作るガラス溶融炉のある小部屋で3回にもわたって高濃度レベル廃液が漏れていた。よって、日本で発生する使用済み核燃料の再処理はその大部分をフランス（COGEMA社）やイギリス（BNFL社）に委託している。
その後も同工場の完成は延期を繰り返し、2024年8月時点においていまだ未完成。完成時期についてはこれまでに27回の延期を行っている。

## メリット・デメリット
再処理工場にはメリットとデメリットがある。ベルギーとドイツの撤退により核兵器保有国以外で再処理工場を持つ国は、公式には日本だけとなっている。国連安全保障理事会常任理事国の他には北朝鮮やインドやパキスタンなども再処理工場を保有している。
メリット
- 超長半減期のプルトニウムやウラン235を、使用済み燃料から抽出除去することで、プルサーマルなどで焼却処分できる。残りの高レベル放射性廃棄物を4分の1程度の量まで低減し、天然ウランと同等の有害性になるまで保管するとした場合の最終処分地での保管期間も10万年から8000年程度まで短縮できる[4]。
- 将来はさらに群分離を行うことで高レベル放射性廃棄物の保管期間を数百年単位に短縮し、また保管スペースを数分の一に節約できる。

デメリット
- コストがかかる。

使用済核燃料をそのまま埋設処分するワンス・スルー方式に比べると再処理にかかる費用分が余計に必要となる。
- 原子力発電所に比べ、はるかに多い量の放射性物質を放出する

深層防護の奥にある原子炉とは異なり、再処理工場では裸の核物質を広範囲に扱うため、厳重な放射線管理が必要となる。また再処理にともなって高レベル放射性廃液が出るため、これらの処分に特別な処置が必要になる。高レベル放射性廃液は固体に固化後、溶けたガラスと混ぜ合わせて固定化し、ガラス固化体として管理する。固化体は、内部の放射性物質の崩壊によって常時約280℃を越える温度を持つため 、一時保管場所で30～50年くらい中間貯蔵し、放射性物質が減って温度が下がるのを待ってから最終処分される。日本における最終処分施設の建設は未定である。
- 国際世論

再処理工場を持つという事は、IAEAの保障措置を受けていても、政治的、社会的にその可能性が皆無であっても、実態とは関わらず国際世論から核兵器開発疑惑を持たれる。そのため日本は、日本国内を含む世界中の急進的な環境保護団体やマスメディアから、新たに核武装する可能性が高い国の上位にあげられている。

## 日本国内の再処理施設に対する法規制
日本国内で使用済燃料の再処理を行う場合、原子炉等規制法等により様々な規制を受ける。再処理事業を行うためには国から事業者としての指定を受ける必要がある。この指定の条件は、平和の目的、原子力の開発および利用の計画的な遂行に支障を及ぼさないこと、技術的能力、経理的基礎、位置・構造及び設備が災害の防止上支障がないことについて審査される。
再処理設備の操作は、臨界防止、知識を有するものによる操作、操作に必要な人員がそろっていること、確認事項、非常時の措置、非常用設備、試験時の確認、訓練者の遵守事項が整っているときでなければ行ってはならない。
核燃料物質の貯蔵に関しては、貯蔵施設での貯蔵、注意事項の掲示、立ち入り者については貯蔵事業者の指示に従わせる、使用済燃料の冷却、臨界防止、プルトニウムの漏洩が起こらないように行うことが定められている。
また、火災防止のために、火災報知機、消火器の設置、消火器については異常時にも確実に使用できるようにしておくこと、防火措置（不燃材または難燃材を使用すること）、水の放射分解等によって水素を発生する設備については接地、水素の滞留を防止すること、TBP等の有機溶媒の爆発防止対策、熱的制限値を設けること、燃料棒の切断によって発生するジルコニウム粉の発火防止対策をすることが定められている。
再処理事業者は施設の運転を開始する前に保安規定を定める必要がある。保安規定には、再処理施設の職務組織、放射線業務従事者の保安教育、保安上特に管理を必要とする設備の操作、安全審査に関する事項、管理区域・周辺監視区域の設定および立入制限、線量、線量当量、放射性物質濃度、表面放射性物質密度の監視、汚染の除去、放射線測定器の管理、放射線の測定方法、再処理施設の巡視・点検・検査、施設定期自主検査、核燃料物質の運搬・貯蔵等の取扱い、放射性廃棄物の廃棄、海洋放出口、非常時の措置、保安（保安規定の遵守状況を含む）の記録、施設の経年劣化に対する定期評価、保安活動の品質保証、その他保安に必要な事項について規定を行い、これを遵守することが要求される。
上記の保安教育では関係法令および保安規定に関すること、再処理施設の構造・性能及び操作に関すること、放射線管理に関すること、核燃料物質および核燃料物質によって汚染された物の取扱いに関すること、非常の場合にとるべき措置に関することを教えることとされている。
気密または水密を要する材料または部品に関する事項、設備本体・貯蔵施設または廃棄施設の組み立てに関する事項、建物・放射線管理施設等の組立に関する事項、再処理施設の性能に関する事項については、施設の使用を開始する前に使用前検査を受ける必要がある。なお、性能の技術的基準とは、非常用装置・安全保護回路および連動装置（インターロック）の作動、廃棄施設の処理能力、放射線管理施設の性能、放射線管理を特に必要とする場所における線量等量率、施設内の空気中の放射性物質の濃度、臨界防止能力、核燃料物質の閉じ込め能力、製品中への放射化生成物の含有率、製品（プルトニウム、ウラン）の回収率が規定されている。
運転開始後については、設備本体、貯蔵施設、廃棄施設、放射線管理施設、附属施設（非常用設備、核燃料物質の検査設備、計量設備、主要な実験設備）について、毎年国の定期検査を受ける必要がある。
また、原子力災害対策特別措置法に基づき、原子力災害の発生防止、（仮に災害が起こった場合の）拡大防止、および復旧が義務付けられている。危険時には、火災が発生した場合には消火または延焼防止、消防吏員への通報、核燃料物質を他の場所に移す余裕がある場合には必要に応じて安全な場所に移し周囲に縄張り・標識・見張り人をつけ関係者以外の者が立ち入ることを禁止する、放射線障害発生防止のために必要があるときには施設内部にいるもの及び付近にいる者に避難するように警告する、放射能汚染が生じたときにはすみやかに広がりの防止及び除去を行う、放射線障害を受けた者または受けた恐れのあるものがいる場合には速やかに救出し避難させる等緊急の措置を講じることが法で定められている。